# Mildred McDaniel
Mildred ("Millie") Louise McDaniel-Singleton (née le 4 novembre 1933 à Atlanta - décédée le 30 septembre 2004 à Pasadena) est une athlète américaine spécialiste du saut en hauteur.
Elle remporte les titres du saut en hauteur de l'Amateur Athletic Union en 1953, 1955 et 1956, et s'illustre par deux fois en salle en 1955 et 1956. Elle s'impose par ailleurs lors des Jeux panaméricains de Mexico en 1955.
Sélectionnée pour les Jeux olympiques de 1956 à Melbourne, Milfred McDaniel remporte le concours du saut en hauteur avec 1,76 m, améliorant d'un centimètre le record du monde de la Roumaine Iolanda Balaş.
| Date | Compétition        | Lieu      | Résultat | Points |
| ---- | ------------------ | --------- | -------- | ------ |
| 1955 | Jeux panaméricains | Mexico    | 1re      | 1,68 m |
| 1956 | Jeux olympiques    | Melbourne | 1re      | 1,76 m |